# Арку-Ирис (Сан-Паулу)
Арку-Ирис (порт. Arco-Íris) — муниципалитет в Бразилии, входит в штат Сан-Паулу. Составная часть мезорегиона Марилия. Входит в экономико-статистический микрорегион Тупан. Население составляет 2303 человека на 2006 год. Занимает площадь 263,214 км². Плотность населения — 8,7 чел./км².

## История
Первопроходец Жуан Флоренсо, заинтересовавшись огромным количеством лиственных пород, решил приобрести участок земли, где заложил плантацию зерновых. Вслед за ним прибывали другие первопроходцы, такие как Хосе Морабито и Аурелио Морено Самора. Последний приобрёл ферму, где построил первый кирпичный дом в районе, названный Vila Santa Helena.
С развитием поселка и, как следствие, возможностью повышения статуса до районного, в будущем городе обсуждается вопрос о смене названия.
Государственный закон № 233 от 24 декабря 1948 года материализовал изменение на Arco-Íris, принадлежащий муниципалитету Tupã.
Он был расчленен с Тупа в 1997 году. Это был район, а сегодня - муниципалитет.
Город Арко-Ирис был создан в 1993 году. 
Первым мэром Арко-Ириса был Жералду Боржес, который оставался в должности 8 лет (1997-2005). 
Вторым мэром стал Жозе Луис да Силва, который был избран и оставался им также в течение 8 лет (2005-2013).
В 2013 году была избрана первая женщина-мэр города Арко-Нрис - Ана Серафим.

## Демография
Данные переписи населения - 46,652
Общая численность населения: 1925 
Демографическая плотность (чел./км²): 8,26
Младенческая смертность до 1 года (на тысячу человек): 22,65
Ожидаемая продолжительность жизни (лет): 67,96
Уровень рождаемости (детей на одну женщину): 2,02
Уровень грамотности: 82,08%.
Индекс развития человеческого потенциала: 0,708

## Статистика
- Валовой внутренний продукт на 2003 составляет 22 842 607,00 реалов (данные: Бразильский институт географии и статистики).
- Валовой внутренний продукт на душу населения на 2003 составляет 10 202,15 реала (данные: Бразильский институт географии и статистики).
- Индекс развития человеческого потенциала на 2000 составляет 0,708 (данные: Программа развития ООН).

## География
Климат местности: субтропический. В соответствии с классификацией Кёппена, климат относится к категории Cfb.